# Damian Damianov
Damian Damianov –en búlgaro, Дамян Дамянов– (5 de enero de 1979) es un deportista búlgaro que compitió en halterofilia.
Ganó una medalla de plata en el Campeonato Mundial de Halterofilia de 2002 y una medalla de bronce en el Campeonato Europeo de Halterofilia de 2003, ambas en la categoría de +105 kg.

## Palmarés internacional
| Campeonato Mundial | Campeonato Mundial | Campeonato Mundial | Campeonato Mundial |
| Año                | Lugar              | Medalla            | Categoría          |
| ------------------ | ------------------ | ------------------ | ------------------ |
| 2002               | Varsovia (Polonia) | Medalla de plata   | +105 kg            |
| Campeonato Europeo |                    |                    |                    |
| Año                | Lugar              | Medalla            | Categoría          |
| 2003               | Lutraki (Grecia)   | Medalla de bronce  | +105 kg            |